# 北京市第十四中学

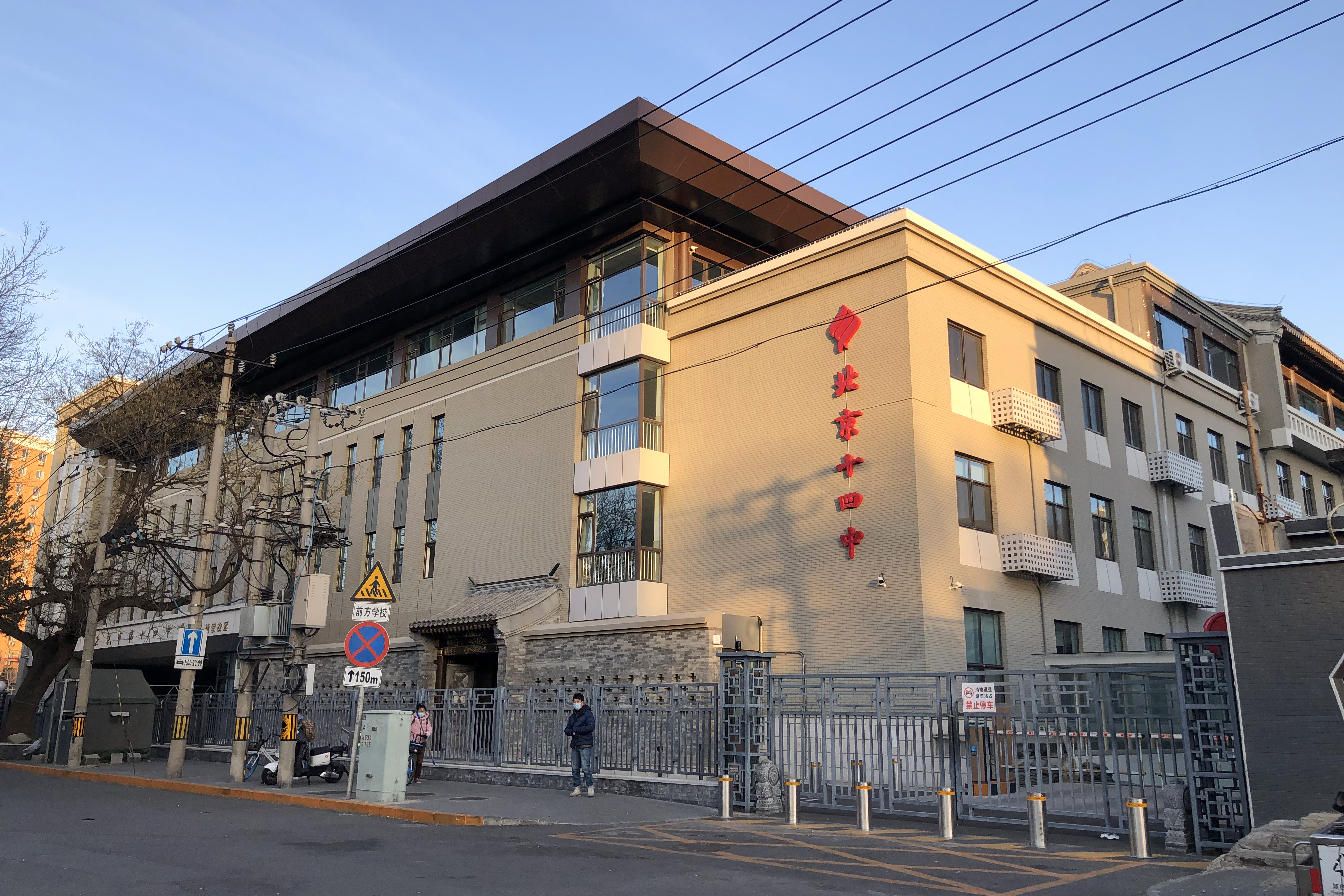
十四中畿辅校区（初中部）

北京市第十四中学，前身为畿辅学堂，于1906年创建于张之洞的畿辅先哲祠内。后更名为燕冀中学。建国后，学校成为公立完全中学，并按照北京市政府的统一命名，再次定名为北京市第十四中学。
学校现分为高中部、初中部与国际部。首批获得宣武区重点学校称号，是北京市高中示范校，是课程改革样本学校，是北京市批准国际学生留学的开放学校。

## 历史

### 畿辅学堂
1906年，在宣武门外大街64号由直隶旅京士绅集资，由河北名绅季士珍主持，创办了畿辅学堂，在京师督学局立案。有中学1个班40人，学制5年；高等小学1个班40人，学制3年；初等小学1个班60人，学制4年。教员9人、职员3人。辛亥革命后改为畿辅中学，学制为四二制。

### 燕冀中学
1928年，末代状元刘春霖在北京建了一所中学，供燕冀同乡在京子女们学习，改称私立燕冀中学校。学校分为男、女两校，男校在外城广安门大街，女校在内城西什库后库。1931年增设高中班，实行三三学制。1935年接收下斜街京华美术专门学校校舍。1947年女校停办高中。

### 北京十四中

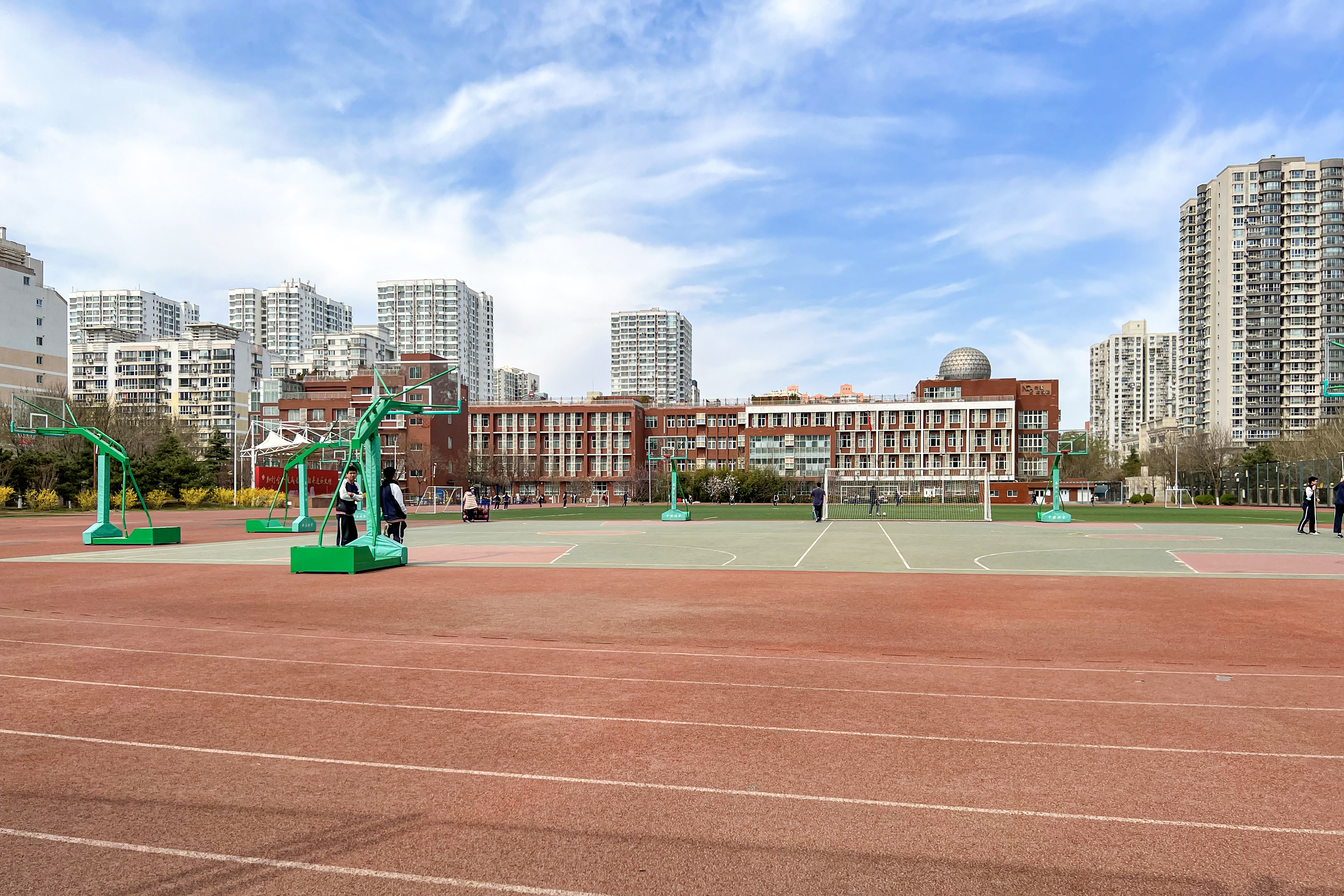
十四中达官营校区操场

1951年北京市人民政府教育局将接管的私立嵩云中学、育华中学男生部并入燕冀中学，改称现校名“北京市第十四中学”。校训：团结、勤奋、求实、创新。燕冀中学、嵩云中学、育华中学三校女生则与春明女子中学合并，成立北京市第五女子中学。
2005年12月20日在广安门外原首特钢七号地举行了北京市第十四中学新址奠基仪式。

## 历任校长/书记

### 校长
- 黄诚一 1951年-1952年
- 韩荣宇 1952年-1956年 *
- 钟　禾 1956年-1957年 *
- 温士一 1957年-1969年
- 张春山 1972年-1978年
- 宋　锐 1978年-1981年
- 李郁明 1981年-1984年
- 兰利福 1985年-1986年
- 王序良 1986年-1988年
- 田德育 1988年-1994年
- 李建媛 1994年-1999年
- 王建宗 1999年-今

### 书记
- 韩荣宇 1951年-1954年
- 张文登 1954年-1956年
- 钟　禾 1956年-1957年
- 温士一 1957年-1969年 *
- 赵雪娣 1972年-1978年
- 宋　锐 1978年-1983年
- 李郁明 1983年-1984年
- 张宏韬 1985年-1994年
- 荣培云 1994年-今

*为副职或代理。

## 师资
北京市第十四中学现有博士后1人，博士1人，硕士16人，60余人获得研究生课程结业证书。特级教师4人，北京市骨干教师6人，高级教师60余人。

### 特级教师
- 王建宗 政治特级教师
- 安彩凰 数学特级教师
- 李佳　 化学特级教师
- 王伟光 生物特级教师

### 北京市骨干教师
- 欧阳利 信息技术骨干教师
- 王海琳 历史骨干教师
- 沈军　 化学骨干教师
- 宋长慧 英语骨干教师
- 魏晓莉 数学骨干教师
- 唐立娟 政治骨干教师

## 荣誉

### 百年学校
2012年8月29日，北京市第十四中学被评为北京市首批“百年学校”。“百年学校”是《“人文北京”行动计划》2012年度折子工程，从全市44所申报校中评选出了首批33所。其评选标准包括：
1. 历史：学校实行近现代学制的历史追溯到1912年及以前，历史脉络清晰可考，办学具有传承性，考察学校名称变化、地址变化、办学性质变化及三者间关系。
2. 传承：学校重视校史资料整理和研究，积极开展校志、年鉴、大事记的编写工作，设有校史馆或校史展览室。
3. 特色：学校传承优良办学传统，有独特的办学特色，获得同行认可。
4. 影响：获得社会认同和好评，具有示范和引领作用，具有可持续发展能力。

## 其他

### 畿辅中学复建
2011年12月14日，北京市西城区宣布已确定在十四中原址上复建清末老北京著名私立学校“畿辅中学”。西城区教委主任田京生介绍说，位于西城区下斜街40号的14中原址将整体改造，重新组建北京畿辅中学。据悉，复建的畿辅中学建筑面积2万多平方米，占地面积1万余平方米。新学校落成后，将成为拥有24个教学班、初高中一体的完全中学。